# 와타나베 하마코
와타나베 하마코(일본어: 渡辺 はま子, 1910년 10월 27일 ~ 1999년 12월 31일)는 일본의 가수이다. 세계 제2차 대전 중후 일본의 대표적인 여자 가수이다.